# ロイヤル・グリッグス

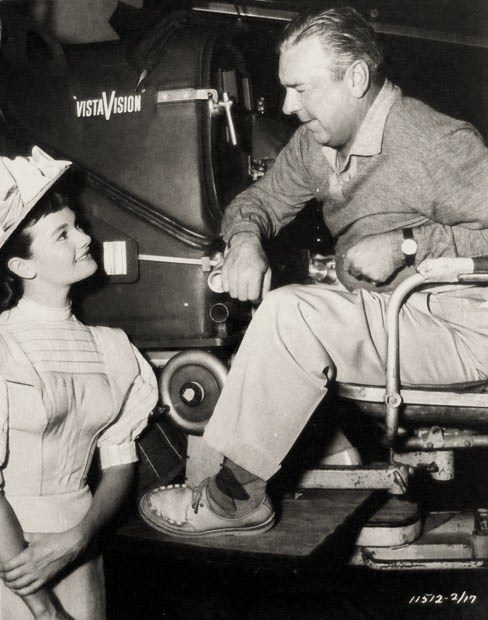
『俺たちは天使じゃない』（1955年）のセットでのグロリア・タルボットとグリッグス。

ロイヤル・グリッグス（Loyal Griggs, 1906年8月15日 - 1978年5月6日）は、アメリカ合衆国の撮影監督である。
1924年にパラマウント映画に入社し、スタジオの整理部で働く。その後撮影助手などを経て1951年公開の『欲望の河』、『六人の脱獄囚』、『最后の砦』で撮影監督に昇格する。
1953年の西部劇『シェーン』により第26回アカデミー賞撮影賞（カラー作品部門）を受賞する。またそれ以前には『北海の子』の特殊効果制作スタッフの1人を務めたことにより第11回アカデミー賞名誉賞が贈られていた。
パラマウントでは他にミュージカル『ホワイト・クリスマス』（1954年）、セシル・B・デミルの叙事詩『十戒』（1956年）、ジェリー・ルイスのコメディ『底抜け一等兵』（1957年）、『底抜け宇宙旅行』（1960年）で撮影監督を務めた。他にはジョージ・スティーヴンスの1965年のユナイテッド・アーティスツ公開の『偉大な生涯の物語』（1965年）、オットー・プレミンジャーの『危険な道』などに参加した。遺作は1971年のアメリカン・インターナショナル・ピクチャーズ公開のコメディ『Bunny O'Hare』である。

## 主なフィルモグラフィ
- Hot News (1928)
- ホワイト・クリスマス White Christmas (1954)
- 十戒 The Ten Commandments (1956)
- 底抜け一等兵（英語版） The Sad Sack (1957)
- 底抜け宇宙旅行（英語版） Visit to a Small Planet (1960)
- 偉大な生涯の物語 The Greatest Story Ever Told (1965)
- 危険な道 In Harm's Way (1965)
- 野良犬の罠 P.J. (1968)
- Bunny O'Hare (1971)